# Sociedade de Missões Evangélicas de Paris

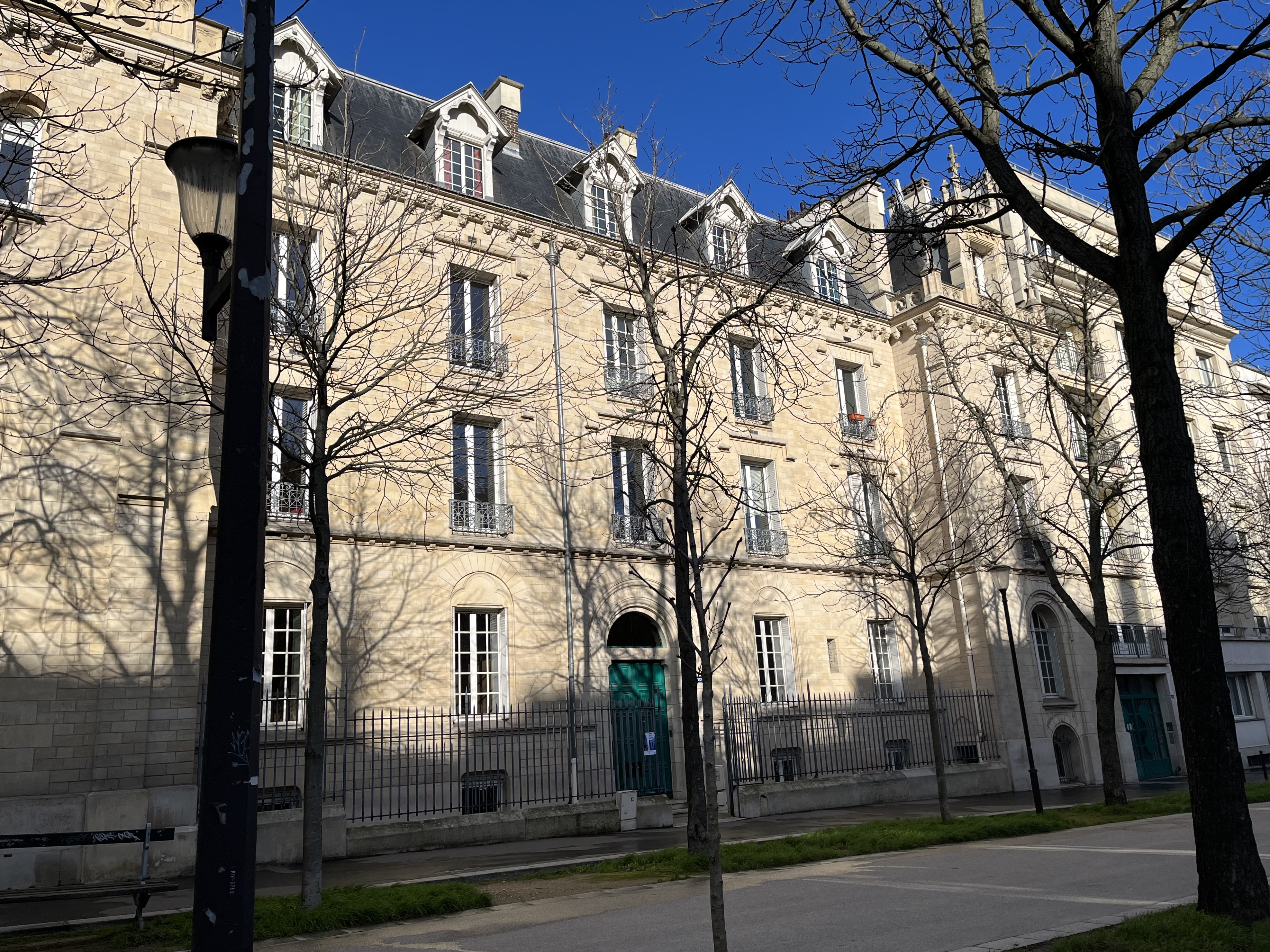
Sede da Sociedade de Missões Evangélicas de Paris.

A Sociedade de Missões Evangélicas de Paris (SMEP) (em francês: Société des missions évangéliques de Paris) foi uma sociedade missionária da Igreja Reformada Francesa, criada em 1822, responsável pelo envio de missionários para a África e Oceania.
A SMEP foi responsável pelo estabelecimento de várias denominações protestantes, tais como a Igreja Evangélica de Lesoto na África Austral, Igreja Evangélica de Camarões, Igreja de Jesus Cristo em Madagascar, Igreja Protestante de Kanaky Nova Caledônia, Igreja Evangélica do Gabão e Igreja Protestante do Senegal.
Em 1970 a sociedade missionária foi dissolvida, e sucedida pela Comunidade das Igrejas em Missão, uma organização internacional que reúne diversas denominações protestantes.